# Lúcio (football, 1979)
Pour les articles homonymes, voir Lucio.
Lúcio Carlos Cajueiro Souza, plus connu sous le nom de Lúcio, né le 20 juin 1979 à Recife, est un joueur de football brésilien évoluant au poste d'ailier gauche.